# إبراهيم النعمة
 إبراهيم نعمة الله ذنون النعمة وهو من مواليد مدينة الموصل عام 1361هـ/1942م، وهو عالم وداعية إسلامي ونائب سابق في البرلمان العراقي وعضو لجنة الأوقاف النيابية (2006-2010)  ، شغل منصب رئيس جمعية الشبان المسلمين في الموصل، وإمام وخطيب مسجد الحاج ذياب العراقي في حي التحرير شرق الموصل، عضو سابق في الحزب الإسلامي العراقي، وعضو رابطة علماء المسلمين، وهو نائب رئيس هيئة علماء المسلمين فرع الموصل، ولقد سافر إلى الكثير من بلدان أفريقيا للدعوة والإرشاد، ونشر الدين الإسلامي.
استهدفته عملية اغتيال في 30 حزيران 2005م، ونجى منها سالماً عندما دخلت مجموعة من المسلحين مكتبه في المسجد وأطلقت النار عليه فأصابتهُ طلقةٌ في كتفه ، ولاذ المهاجمون بالفرار، وشهدت مدينة الموصل موجة من عمليات الاغتيال للشخصيات المهمة ولعلماء السنة بعد الغزو الأمريكي للعراق عام 2003م.
وشارك في شهر رمضان من عام 1427هـ/2006م في مؤتمر وثيقة مكة، التي وقع عليها مجموعة من علماء العراق من مختلف الطوائف، لأجل حقن الدماء وإيقاف الفتنة الطائفية، التي حدثت بعد الغزو الأمريكي للعراق وشارك في مؤتمرات عديدة داخل وخارج العراق.

## دراسته
درس في ثلاث أنظمة من الدراسات قبل الجامعة :
1. نظامية عامة في المدارس الحكومية درس فيها الابتدائية والمتوسطة والإعدادية.
2. دينية في حلقات العلماء لدراسة النحو والصرف والعقائد والفقه ومصطلح الحديث والبلاغة وعلم العروض حتى حصل على شهادة الصف الثاني عشر الديني من الشيخ علي الشمالي . وحصل على إجازته العلمية عام 1968 من الشيخ رشيد الخطيب (رحمه الله).
3. دينية نظامية في المدرسة الاحمدية الدينية على يد الشيخ بشير الصقّال وقد اجتاز امتحانها بنجاح عام 1969 وكان ترتيبه الاول.

انتقل الى بغداد بتشجيع من أساتذته للدراسة في كلية الإمام الأعظم وحصل على شهادة البكالوريوس في مدة 4 سنوات. 

## نشاطه الدعوي
عمل إماما وخطيبا في جامع الخلفاء ببغداد في أثناء دراسته في كلية الإمام الأعظم ، ثم في جامع العاقولي (3 سنوات).
عاد الى الموصل بعد إتمامه الدراسة في بغداد حيث عمل خطيبا (7 سنوات) في جامع النبي يونس (عليه السلام) وإماما في عدد من المساجد منها ( جامع خزام وجامع المخيول وجامع الدندان ) ثم انتقل الى جامع الحاج ذياب العراقي. 

## مؤلفاته
- الإسلام في أفريقيا الوسطى.
- أخلاقنا أو الدمار.
- رضينا بالإسلام دينا.
- دراسة في مصطلح الحديث.
- إيماننا الحق بين النظر والدليل.
- يسألونك ليزدادوا إيمانا.
- الجهاد في التصور الإسلامي.
- تأملات في آيات القرآن.
- المسلمون أمام تحديات الغزو الفكري.
- نفحات من شريعة الإسلام.
- العمل والعمال.
- روائع إسلامية.
- روائع وطرائف.
- السلسلة الذهبية للبراعم الإسلامية في السيرة النبوية.
- اعتقاد أهل السنة والجماعة.
- أصول الفقه الإسلامي.
- مقالات منوعة في مجلة التربية الإسلامية الصادرة من بغداد، ومجلة الوعي الإسلامي الصادرة من الكويت.
- له أكثر من خمسون مؤلف ومقالة في مختلف الصحف الإسلامية.
- اصول التشريع الدستوري.
- الإسلام والغرب وثائق وتصريحات.
- الاسناد الصحيح المتصل من خصائص الامة الإسلامية.
- الاصولية الإسلامية ومؤامرات الغرب.
- الدعوات القومية.
- الذكر والدعاء في القران والسنة
- السنة النبوية في مواجهة التحديات
- السنن الكونية واستعلاء الايمان.
- في صحبة الخلفاء الراشدين.
- ستة من أهل الجنة.
- الوسطية في التصور الإسلامي.
- سيرة صحابة دفنوا في ارض العراق.
- شعراء الرسول صلى الله عليه وسلم.
- صور من صحابة رسول الله في القران والسنة.
- قبسات من الحكمة النبوية في الدعوة إلى الله.